# 忠実屋
株式会社忠実屋（ちゅうじつや、英: Chujitsuya Co., Ltd.）は、かつて首都圏を中心にスーパーマーケット等を展開していた日本の企業。東京都八王子市を発祥の地とし、東京多摩地域を中心に東京23区・埼玉県・神奈川県などに出店していた。
1994年（平成6年）3月1日にダイエーに吸収合併され、消滅した。

## 歴史

### 創業からスーパーマーケットのチェーンへ
1933年（昭和8年）10月に高木国勝が八王子市本町10番地で、「いろは屋」の屋号を借りて同店が製造した漬物や佃煮などを中心とする食料品店を開店したのがはじまりである。
創業から2年ほどしたころから漬物などの一部を自店で製造するようになったこともあり、「いろは屋」の屋号の使用停止を求められた。
そこで、クリスチャンであった高木国勝は、1937年（昭和12年）に新約聖書のヨハネの黙示録の2章10節「汝、死に至るまで忠実なれ。さらばわれ汝に生命の冠を与えん。」という一節から啓示を受け、「忠実屋」の屋号を用いることとした。
1943年（昭和18年）に高木国勝が死去したことから妻の高木夏子が営業を継承した。
1945年（昭和20年）10月に八王子市八幡町に店舗を移転。
高木夏子は妹であった新子を養女とし、その婿養子として、戦友とコンニャク製造業を営んでいた旧姓・伊藤吉友を迎え、高木吉友とした。
この高木吉友は、1947年（昭和22年）に家業の「忠実屋」を継承。
1948年（昭和23年）8月に資本金15万円で有限会社忠実屋に改組して法人化し、社長に就任した。
1959年（昭和34年）4月に横山町に支店を開設し、翌年・1960年（昭和35年）9月1日に同支店をスーパーマーケットとした。
1961年（昭和36年）6月に増築して新装開店した本店を含め、以降スーパーマーケットのチェーン展開を進めた。

### ダイエー傘下に 4社合併で消滅へ
大手スーパーのダイエーは、1980年代初めにも当社に提携・合併を打診していた。
バブル崩壊後は売り上げが下落傾向にあった忠実屋だったが、1989年（平成元年）に秀和が忠実屋の株を大量に買い占める事件（忠実屋・いなげや事件）が発生した。後がなくなった忠実屋は、創業者の吉友の「自主独立を貫く」という強い意志を尊重するべく、他社との連携は一切していなかった。
1991年（平成3年）6月に吉友が心不全で死去すると事態は一変した。吉友の子息であり長男の高木國夫（当時副社長）が父の吉友の意思とは逆に、現実的な路線として他社との連携を取ることを認め、同年12月に大手スーパーのダイエーと資本・業務で提携することに合意した。ダイエーの中内㓛（当時）は「忠実屋から提携の申し入れがあり、すぐに決定した」と語った。
しかし過半数の忠実屋株を秀和が所有していたため、ダイエーは時期を見て同グループのマルエツと共に同社株の公開買い付け (TOB) を行って成功し、1992年（平成4年）3月1日に正式にダイエーの系列会社となった。筆頭株主はダイエーではなく、1772万7000株を取得したマルエツだった。これにより一連の事件は事実上の終焉を迎えた。
ダイエーの系列会社になったとはいえ、創業者の吉友が語っていた「自主独立を貫く」という方針で忠実屋は様々な対策を取るも、1993年2月期の利益は大幅減益という惨憺たる結果になり、社長の谷島は株主・社員に迷惑は掛けられないと、1993年6月にダイエーの中内に合併話を持ちかけた。ダイエーは当時、長期に渡り合併を模索していた九州のユニードダイエーと、沖縄で単独勢力で継続してきたダイナハとの3社合併を1994年に実行することを計画していた。ダイエーは、忠実屋も加えた4社での合併を決定。1994年3月1日に施行することを決定した。
合併の準備として、ダイエーのクレジットカード「OMCカード」を忠実屋でも使用可能にし、情報・店舗等の組織コードをダイエー基準に統一、物流センターの統一と配送地域の見直し、そして商号を忠実屋からダイエーへ変更する作業を行った。また、高木一族が所有する忠実屋株をダイエー側が取得し、ダイエーグループのサカエ（のちのグルメシティ近畿）に売却するなど、合併準備が着々と進んでいった。
合併まで約1ヶ月と迫った1994年（平成6年）2月3日に、忠実屋が長らく家電製品の取引を松下電器産業（現：パナソニック）と行っていたため、合併により存続することとなるダイエーが、松下電器産業の子会社であった東京松下ライフエレクトロニクス（現:パナソニック コンシューマーマーケティング）と取引契約に調印した。
ダイエーと松下電器との間では、ダイエーが松下製品のテレビを破壊的な価格で販売する事にパナソニック創業者である松下幸之助が強く反発し、ダイエーもそれに反発する形で松下電器の製品を不買する運動を続けた過去があった（ダイエー・松下戦争）。この調印で約29年に渡る対立に終わりを告げ、両社和解となった。その後はダイエーグループでも段階的ではあるが松下製品を店頭に並べることとなり、忠実屋は両社の和解の仲立ちをしたこととなった。
1994年（平成6年）3月1日、ダイエーにユニードダイエー、ダイナハと共に吸収合併。約59年の歴史に幕を下ろした。1993年（平成5年）12月の店舗数は73店舗であった。合併後に忠実屋の系列会社はダイエーの系列会社に統廃合され完全独立した。
1996年（平成8年）3月1日にダイエーが松下電器産業（パナソニック）の製品の正式な取引を再開し、旧忠実屋以外の総合スーパーなどでの販売も行われるようになった。
忠実屋が発行した商品券は現在でもダイエーの店舗で使用でき、ダイエーがイオングループ入りしたあとはイオンの店舗でも使用できる。
その後、ダイエーが経営不振に陥り多くの店舗が閉鎖になる中で、忠実屋の1号店である八幡町店はダイエーからグルメシティに業態転換し、長い間営業を続けていたが、建物と店舗設備の老朽化により2019年2月28日をもって閉店し、八幡町店は約65年の歴史に幕を下ろした。閉店に先立ち2016年には、地元八幡町の商店会と多摩美術大学の学生により「忠実屋八幡町店」時代の店舗を再現したジオラマも製作された。

## 沿革
- 1933年（昭和8年）10月 - 高木国勝が、漬物店「いろは屋」から暖簾を借りる形で八王子市で創業[8][6]。
- 1937年（昭和12年）5月 - 漬物店「いろは屋」に暖簾を返上。忠実屋の商号を使用開始。
- 1943年（昭和18年）11月12日 - 高木国勝が肺結核で死去。高木夏子が経営を継承し、商売を継続。
- 1946年（昭和21年）10月 - 八王子市八幡町に商店を開設。戦争により中断していた商売を再開。
- 1948年（昭和23年）
  - 8月[10] - 資本金15万円で有限会社社忠実屋に改組[11]。高木吉友が社長に就任[10]。
- 1954年（昭和29年）
  - 8月1日 - 忠実屋1号店となる八幡町店を開店[20]。
  - 8月4日 - 資本金100万円で株式会社忠実屋に改組[4]。社員24名。
  - 12月 - 食料品全般の取扱いを開始[21]。
- 1956年（昭和31年）7月 - 天ぷら、鮮魚、中央（加工食品）、菓子、乾物の5部門を設立。
- 1959年（昭和34年）4月 - 化粧品・日用雑貨・衣料品の取扱いを開始[21]。
- 1960年（昭和35年）
  - 9月1日[12] - スーパーマーケットへ業態転換[4]。
  - 9月1日 - 横山町店にセルフサービス方式を導入[12]。
- 1961年（昭和36年）
  - 6月 - セルフサービス方式を正式に導入[21]。
  - 11月 - 個店仕入から本部一括仕入れへ変更[21]。
- 1965年（昭和40年）
  - 2月 - 家庭用品を販売する完全子会社の「株式会社ゴールデンフロア」を設立[21]。
  - 6月 - 衣料品を販売する完全子会社の「株式会社マイフロア」を設立[21]。
- 1967年（昭和42年）
  - 3月 - 約3,000m2の配送センターを開設[22]。
  - 5月 - 八王子市並木町16へ本店を移転[4]。
- 1969年（昭和44年）
  - 8月 - 百貨店法の適用回避のため、小売部門を「忠実屋食品」と「忠実屋家庭用品」、「忠実屋衣料」の3社に分離し、株式会社忠実屋は不動産会社化[21]。
  - 10月15日 - イトーヨーカ堂・扇屋・伊勢甚・藤五・尾張屋・金長武田と共に共同仕入れ会社のナルサを設立[23]。
- 1970年（昭和45年）2月 - 八王子市椚田町に「コープ・ミート株式会社」を設立[24]。
- 1971年（昭和46年）
  - 2月1日 - 全忠実屋厚生年金設立[25]。
  - 5月19日 - 全忠実屋労働組合結成[26]。
  - 6月 - 株式会社イノウエと提携。資本金3000万円で株式会社イノウエ忠実屋（I・C）設立。
  - 9月25日 - 「株式会社イノウエ忠実屋」を設立[27]。
- 1972年（昭和47年）
  - 4月28日 - 八王子大丸が開店[28]。
  - 10月 - 東京配送センター（東京都中央区・日本通運）を開設[29]。
- 1973年（昭和48年）
  - 5月31日 - （初代）厚木流通センターを開設[30]（ドライ食品・日用品[29]）。
  - 6月 - マーガレットのマークを制定。25日に開店した富士吉田店にて初使用。
  - 7月 - 広告POPを手書から印刷に変更。
  - 8月 - 丸紅、ユニー、ユニード、十字屋と共に丸紅六社会を設立。
  - 12月 - 「丸紅」の仲介で、「ユニー」・「ユニード」・「十字屋」と海外での共同買付を開始[31]。
- 1974年（昭和49年）
  - 3月 - 昭島市に「日本加工食品株式会社」を設立[24]。
  - 10月25日 - 「イノウエ忠実屋」を設立[27]。
- 1975年（昭和50年）
  - 2月28日 - 「忠実屋食品」と「忠実屋家庭用品」、「忠実屋衣料」の3社を株式会社忠実屋に再統合[21]。
  - 2月 - 商品管理オンラインシステムを導入[32]。
  - 7月15日 - 東大和店を開店[33]。医薬品・高級靴の販売開始。
  - 8月1日 - 生鮮バランス管理開始。
  - 9月 - コンピューターの能力が3倍に向上。
  - 11月 - 各種クレジットカード（JCB、VC、ダイナース、日本信販、DC）の取扱いを開始。
- 1976年（昭和51年）11月15日 - 株式会社ラルブロを設立[34]。
- 1977年（昭和52年）
  - 10月21日 - 東京証券取引所第2部に上場[1]。
  - 自社カードとしてマーガレットカードの発行を開始[35]。
- 1978年（昭和53年）
  - 6月 - 共同仕入れ会社のナルサから脱退[36]。
  - 9月14日 - 大型コンピュータを導入。
  - 10月 - 忠実屋フードサービスを設立[37]。
  - 11月16日 - プライベートブランド「エコノミープライス商品」（食品16品目）を発売開始[38]。
- 1979年（昭和54年）
  - 1月8日 - ユニー・イズミヤ・ジャスコ・ユニードと共に開発輸入会社として「アイク株式会社」を設立[39]。
  - 2月 - 本社機能を東京都新宿区歌舞伎町に移転[40]。
  - 1月末 - 忠実屋フードサービスがモス・フードサービスとフランチャイズ契約を締結[37]。
  - 6月 - 狭山流通センターを開設[41]。
- 1980年（昭和55年）
  - 8月1日 - 東京証券取引所第1部に指定変え[2]。
  - 9月 - 株式会社忠実屋静岡を吸収合併[42]。
  - 12月 - サンエム1号店の相武台店を開店[43]。
- 1981年（昭和56年）
  - 4月2日 - 君津店を開店し、千葉県に進出[44]。
  - 12月1日 - コンビニエンスストア事業を担当するFC事業部を新設[45]。
- 1982年（昭和57年）
  - 3月11日 - ミニスーパー「ナイス」のフランチャイズ1号店として「ナイスめじろ店」を開店[46]。
  - 10月12日 - 全日本スパー本部に加盟[47]。
  - 11月[48] - 多摩工場を開設し[42]、豆腐・和洋菓子などの日配品の製造を開始[48]。
- 1983年（昭和58年）
  - 3月 - スパー直営1号店の千人町を開店[49]。
  - 5月25日 - 「首都圏地域スパー本部」を設立[50]。
  - 10月 - アメリカンエキスプレスの取扱いを開始。
  - 10月14日[51] - タイガーシーフードレストラン1号店の青山店を開業[52]。
  - 11月11日 - スポーツ・文化施設1号店として「レガシー21」上尾店を開業[53]。
  - 11月 - （2代目）厚木流通センターを開設[54]。
- 1984年（昭和59年）
  - 1月 - マレーシアで不動産業を営むラルト・ティン・フィールズ社と合弁で忠実屋シティ・マレーシアを設立[55]。（7月契約破談となる[55]）
  - 2月16日 - 船堀店にPOSターミナル（東京電気M2300）10代を導入し、JAN-POSの稼働を開始[56]。
  - 3月8日 - 萩原商事株式会社と資本・人材・業務を含め全面的に提携することで合意。同傘下に入れる[57]。
- 1985年（昭和60年）
  - 2月 - 郵政省や日本信販と提携し、両者のカード機能と合わせた忠実屋ダブルカード・忠実屋トリプルカードの発行を開始[58]。
  - 2月15日 - 名古屋証券取引所第2部に上場。
  - 8月 - 全店へのPOSシステム導入を開始[59]。
  - 9月19日 - 横浜銀行と組んで銀行POSの実験を三ツ境店及び横浜銀行三ツ境支店で実施。大手スーパーでは初実験[60]。
- 1986年（昭和61年）
  - 2月 - 「ラルブロ」全店を「クランベリーハウス」へ業態転換して消滅[61]
  - 6月 - 系列会社であった萩原商事を完全子会社化とする。
  - 7月26日 - 園芸・ペットショップ「生活自遊館ベネ」1号店の伊勢原店を開店[62]。
  - 10月 - インストアの「シーズキッチン」1号店を開設[63]。
  - 11月15日 - マレーシアクアラルンプールにチュラス店を開店[64]。海外初進出となる。
- 1987年（昭和62年）
  - 4月24日 - フランツ光ヶ丘店で全商品の宅配サービスを開始[65]。
  - 6月 - 郵政省やジャックスと提携し、両者のカード機能と合わせた忠実屋MJカードの発行を開始[58]。
- 1989年（平成元年）
  - 5月 - 丸紅・ユニー・イズミヤと共にプリペイドカード会社「日本流通カードシステム」を設立[66]。
  - 7月 - 秀和による忠実屋・いなげや事件が発生。
  - 7月1日 - 「首都圏地域スパー本部」の全株式を「関東地域スパー本部」へ譲渡し、コンビニエンスストアから撤退[67]。
  - マレーシア店の経営から撤退[68]。
  - 8月30日 - いなげやと折半出資で共同仕入れ会社「エイビック」を設立[69]。
- 1990年（平成2年）
  - 2月10日 - 業界で初めて、全店舗で店内への盲導犬を受入を開始[70]。
  - 4月 - 日本信販と提携した忠実屋VISAカードとジャックスと提携した忠実屋マスターカードの発行を開始[58]。
- 1991年（平成3年）
  - 5月 - 元西友で専務を務めていた谷島茂之が社長に就任。創業者の高木吉友は会長に就任。
  - 6月3日 - 二次創業者の高木吉友が死去[71]。
  - 12月4日 - ダイエーと資本・業務による提携で基本合意。
- 1992年（平成4年）
  - 2月7日 - ダイエーとマルエツが2月中にも当社株を公開買い付け (TOB) により取得することを発表。
  - 2月28日 - 秀和が応じ、ダイエーとマルエツが公開買い付け (TOB) を成功させる、発行済株式数の41.92%が買い付けられる[72]。
  - 3月1日 - ダイエーと全面的に提携することを発表。ダイエーが持ち株を取得したことによりダイエー系列となる。
- 1993年（平成5年）
  - 1月 - 東南アジアに営業基盤を持つタイシンインターナショナルと資本提携。
  - 6月14日 - ダイエー他3社と共に合併する方針である事を発表。
  - 6月24日 - 4社の合併推進委員会の初会合がダイエー浜松町オフィスセンターで開かれる。
  - 6月29日 - 合併に向けて合併準備セミナーを開催。4社の役員・管理職1200人が初めて一堂に会する。
  - 10月1日 - 臨時株主総会が開かれ、存続会社を株式会社ダイエーとする4社の合併を承認。
- 1994年（平成6年）
  - 2月3日 - 当社が松下電器産業（パナソニック）の製品を取り扱っていた関係でダイエーが松下ライフエレクトロニクス株式会社（現在のパナソニック コンシューマーマーケティング株式会社）と取扱契約に調印。
  - 2月22日 - 東京証券取引所第1部の上場を廃止[3]。
  - 3月1日 - ダイエーにユニードダイエー、ダイナハと共に吸収合併される[15]。

## 主な自社プライベートブランド
- 忠実選品 - 食品のプライベートブランド[73]。
- 生活スタジオ - 1985年（昭和60年）10月15日発売開始[74]。基本的な機能を重視し、合理性を追求したプライベートブランド[75]。
- くらしの実 - 1985年（昭和60年）10月15日発売開始[74]。「こころによく効く、生活の空気」をキャッチコピーとした高品質でハイセンスなプライベートブランド[74]。家庭用品でスタートし、1986年（昭和61年）に食品が追加発売された[76]。
- 自然徳品 - 天然素材を主体とした自然な色合いのシンプルな商品のプライベートブランド[77]。
- エコノミープライス商品 - 食品や家庭用品などの低価格のプライベートブランド[78]。
- 素顔活菜 - 有機栽培・野菜のプライベートブランド[79]
- フランツ - 1980年（昭和55年）3月発売開始[80]。紳士肌着・アウターのプライベートブランド[80]。
- マーガレット - 1980年（昭和55年）3月発売開始[80]。婦人肌着・アウターのプライベートブランド[80]。

## 店舗ブランド
- 忠実屋 - SM（スーパーマーケット）・GMS（総合スーパー）業態。
- 忠実屋名店センター - ションピングセンター[81][82]
- ザ・プレイス - 忠実屋店舗より高級スーパーSM業態。販売革新
- 忠実屋フランツ - 忠実屋店舗よりハイグレードなGMS業態[83]。ロゴマークの製作は原田進が担当。
- DISPA（ディスパ） - ディスカウント業態[84]。吸収合併後、大半の店舗はDマートやトポスへと継承された。
- ナイス - コンビニエンスストア（30坪から40坪）とミニスーパー（75坪から150坪）で、フランチャイズチェーンを目指していた[85]。
- 生活自遊館ベネ - 園芸・ペットショップで、1986年（昭和61年）7月26日に1号店として伊勢原店を開設[62]。
- プラザ21 - DC系メンズショップ[86]
- スペース209 - ティーンズショップ[86]
- クランベリーハウス - ヤングレディスショップ[87]
- アンサンテ - 婦人服店[87]
- ラルブロ - 35から50歳を対象とする婦人服店として展開していたが、1986年（昭和61年）2月までに全店がクランベリーハウスへ業態転換して消滅することになった[61]。
- hobbyshop宝島

## かつて存在した忠実屋店舗

### 東京都

#### 八王子市
- （初代）八幡町店（八王子市八幡町67[88][89]、1954年（昭和29年）8月1日[20] - ?）
延べ床面積1,683m2[20]、売場面積660m2[88] → 1,289m2[20]。
忠実屋1号店。

- （2代目）八幡町店（八王子市八幡町4-11[20]、1974年（昭和49年）11月30日開店[90] - 2019年2月28日[19]）
売場面積2,428m2[90]。
売上高（1976年（昭和51年）度）14億9127万円[91]
ダイエー八幡町店→グルメシティ八幡町店

- 横山町店（八王子市横山町122[12]、1959年（昭和34年）4月[8] → 1960年（昭和35年）9月1日（スーパー開店）[12] - 1973年（昭和48年）6月[92]）
延べ床面積3,432m2[20]、売場面積2,517m2[20]。
鉄筋コンクリート造3階建ての店舗であったが、開業当初は1階のみで営業していた[8]

- FAM（八王子市横山町18-5[93]、1987年（昭和62年）3月27日[94] - 1994年（平成6年））
売場面積12,000m2[95]。
1985年（昭和60年）に閉店した八王子大丸[96]（八王子市横山町）の建物を使用し、忠実屋子会社（サイドウォーク→ファム）が運営していたファッションビル。FAMは「FAMILY AFFECTION MARKET」の略。
80のインショップで構成された生活提案型の百貨店を標榜した店舗として開業した[94]。
ヤング向け主体の品揃えで開業したが、開業初年度の売上が目標の100億円を大きく下回る約60億円に留まるなど、当初から業績不振に陥って主婦向けの品揃えへ転換することになった[94]。
1994年（平成6年）[96]、ダイエーへの吸収合併に伴い閉鎖。その後は長年空きビルとなっており、当時の黒須隆一八王子市長からも商店街衰退の象徴として問題視する発言がなされた[96]。2001年（平成13年）2月9日にダイエーが本館と別館の土地・建物を日本中央地所とセントラル地所に売却[97]。

- （初代）西八王子店（八王子市千人町14[98]、1960年（昭和37年）5月22日[98] - ?）
売場面積281m2[98]。

- （2代目）忠実屋名店センター西八王子店（八王子市千人町2-1-9[99]、1968年（昭和43年）11月28日[99] - ）
敷地面積1,360m2[99]、鉄筋コンクリート造地下1階地上4階建て塔屋2階[99]、延べ床面積6,234m2[99]、売場面積4,130m2[99]、駐車台数約50台[99]。
売上高（1976年（昭和51年）度）30億4153万円[100]
→グルメシティ西八王子店→ダイエー西八王子

- 西中野店（八王子市中野町3180-1[101] → 八王子市中野上町5-5-2[102]、1967年（昭和42年）7月20日[101] - 1992年（平成4年）1月15日）
延べ床面積776m2[20]、売場面積590m2[20]。
売上高（1976年（昭和51年）度）7億2306万円[103]

- 並木町店（八王子市並木町393-1[101]、1967年（昭和42年）8月24日[101] - 1991年（平成3年）8月25日）
延べ床面積779m2[20]、売場面積605m2[20]。

- 長房店（八王子市長房町456-2[104]、1974年（昭和49年）5月11日[105][106] - 1994年（平成6年）2月15日）
敷地面積約3,200m2[105]、地上2階建て[105]、延べ床面積約2.125m2[105]、売場面積1,485m2[105]
売上高（1976年（昭和51年）度）13億1626万円[91]

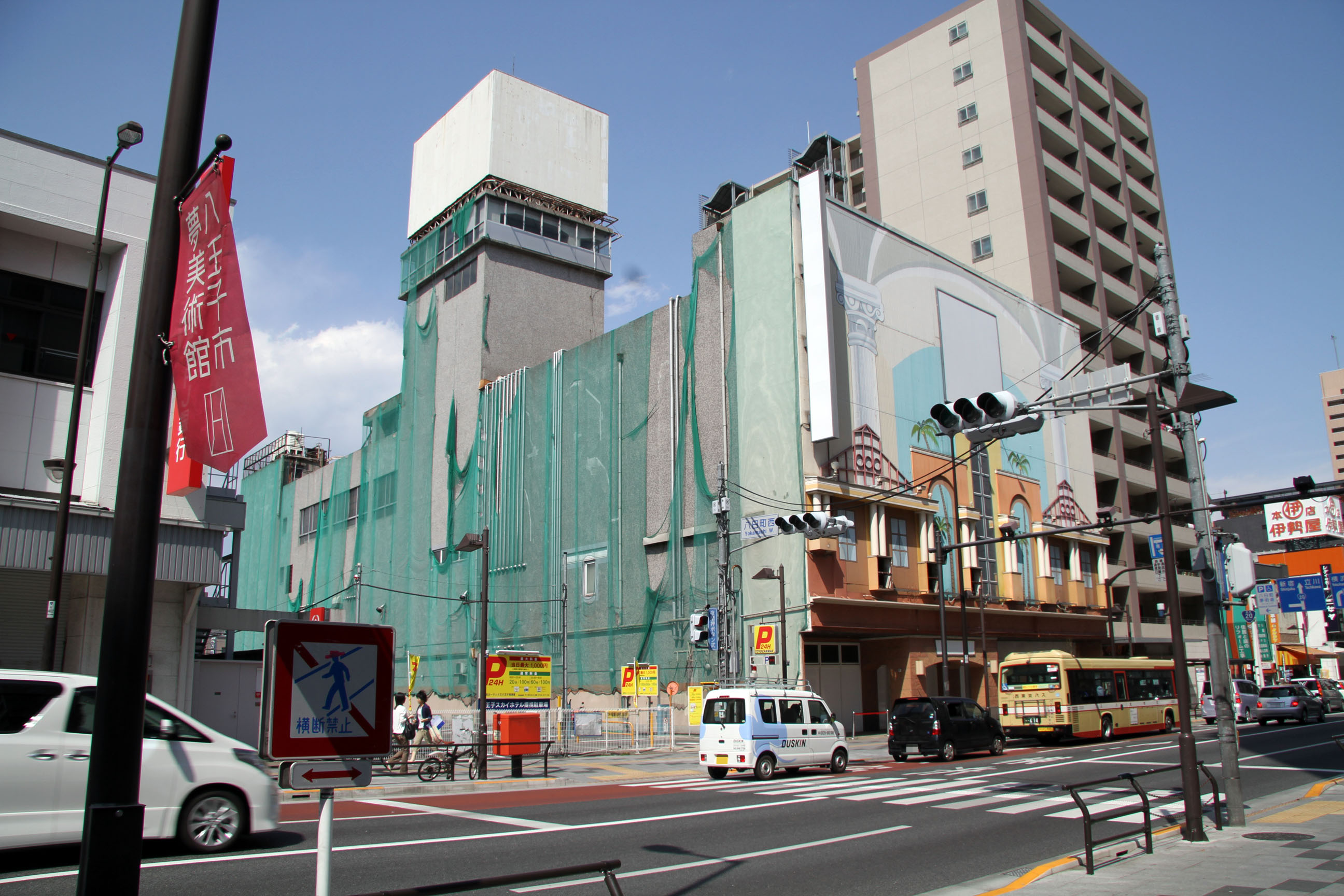
八日町店（シダックス閉店後の2011年5月撮影）

- I・Cマコー店 → 八日町店（八王子市八日町9-2[107]、1971年（昭和46年）11月[92] - 1991年（平成3年）8月[92]11日）
売場面積4,227m2[108] → 約4,632m2[107]。
旧イノウエ百貨店が忠実屋と提携し、1971年（昭和46年）11月にイノウエ忠実屋（I・C）の「マコー店」となったが、1974年（昭和49年）9月に閉店[92]。
1974年（昭和49年）11月に忠実屋八日町店となったが、1991年（平成3年）8月に閉店[92]。閉店後はシダックス八王子八日町クラブとなるも2011年に閉鎖。建物は解体され、2014年（平成26年）に高層マンションが建設された。
売上高（1976年（昭和51年）度）20億6787万円[109]

- （初代）北野店（八王子市打越町552[110][111]、1975年（昭和50年）9月12日[110] - 1988年11月6日）
売場面積3,055m2[110]、駐車台数約185台[111]。
売上高（1978年（昭和53年）度）24億020万円[112]
「フランツ北野店」が約200m離れた場所に開店するのに伴って閉店した[113]。

- （2代目）フランツ北野店（八王子市北野町545[114]、1988年（昭和63年）11月10日[115] - 2005年（平成17年）10月31日）
延べ床面積23,592m2[114]、売場面積約8,167m2[116]（直営売場面積7,200m2[115][116]）。
京王線北野駅前の再開発ビル「きたのタウンビル」の地下1階から地上3階に核店舗として出店した[115]。
→ダイエー北野店→コピオ北野

- 叶谷店（八王子市叶谷町876-3[117]、1975年（昭和50年）10月[117][118]25日 - 2014年1月31日）
売場面積1,469m2[117]
売上高（1978年（昭和53年）度）23億1000万円[112]
→グルメシティ叶谷店
- 大和田店（八王子市大和田町6-13-3[117]、1975年（昭和50年）11月[117]16日 - ）
売場面積1,145m2[117]
売上高（1976年（昭和51年）度）8億9772万円[103]
→グルメシティ八王子大和田店
- 高尾店（八王子市初沢町1227-4[111]、1978年（昭和53年）11月2日[119] - ）
延べ床面積7,366m2[120]、売場面積4,467m2[111]、駐車台数約120台[111]。
売上高（1978年（昭和53年）度）12億400万円[121]
グルメシティ高尾店

- 楢原店（八王子市楢原町1463-1[122]、1982年（昭和57年）12月11日[122] - 2010年（平成22年）1月31日）
敷地面積約8,629m2[122]、鉄筋コンクリート造地下1階地上3階建て塔屋1階[122]、延べ床面積約16,658m2[122]、店舗面積約7,856m2[122]（直営約店舗面積6,000m2[122]）、駐車台数約450台[122]。
不二ハウス工業工場跡地に出店[123]。
→ダイエー楢原店

- フランツ南大沢店（八王子市南大沢2-28-1[114]、1992年（平成4年）6月7日 - 1995年（平成7年）2月28日）→ダイエー南大沢店→イトーヨーカドー南大沢店
ガレリア・ユギの核店舗として柚木そごうとともに開店したが、そごうの撤退後、半年足らずでダイエーも撤退している。

#### その他都内

##### 多摩地域
三鷹市
- 三鷹店（三鷹市下連雀253[124]、1963年（昭和38年）9月[125] - ）
三鷹駅前に建設された地下1階・地上6階建ての「三鷹センター」の地下1階445m2を20年契約で賃借して出店したが[125]、半年足らずで閉店した[126]。

調布市
- 調布店（調布市上布田町10[127]、1964年（昭和39年）11月28日[20] - ?）
延べ床面積2,703m2[20]、売場面積1,891m2[20]。
ダイエーへの吸収前に閉店（1971年の西友調布店開店の影響もあったという）。跡地には調布オリエントマンションが建設された[128]。

- 忠実屋名店センターつつじヶ丘店（調布市東つつじヶ丘1-3[20][129]、1969年（昭和44年）3月20日[20] - 1993年（平成5年）1月[130]17日）
敷地面積約2,167m2[129]、鉄筋コンクリート造地下1階地上6階建て塔屋2階[129]、延べ床面積約5,785m2[129]、店舗面積約8,248m2[129]（直営約店舗面積2,689m2[129]）、駐車台数約40台[129]。
売上高（1976年（昭和51年）度）23億8194万円[109]
店舗数15[81]
マンションの1階から3階部分に出店していた[130]。

府中市
- 忠実屋名店センター府中店（府中市宮西町2-5-1-2[131][20]、1969年（昭和44年）6月21日[99] - 1991年（平成3年）末[132]）
敷地面積約2,407m2[131]、鉄筋コンクリート造地下1階地上6階建て塔屋2階[131]、延べ床面積約13,333m2[131]、店舗面積約8,995m2[131]（直営約店舗面積6,930m2[131]）、駐車台数約50台[131]。
売上高（1976年（昭和51年）度）36億7178万円[100]
店舗数58[81]
観覧車のある屋上遊園地があった[133]。
跡地はさくら三番館[134]。パチンコ店「パーラー宮西」、ゲームセンター「セガワールドアトラス」などが入居していたが、建て替えにより2018年に解体された[135]。

- 中河原店（府中市住吉町1-33-2[117]、1974年（昭和49年）11月[117]27日 - 1994年（平成6年）2月15日）
売場面積1,490m2[136]
売上高（1976年（昭和51年）度）13億4155万円[91]
現在は、366リハビリテーション病院。[要出典]

町田市
- 町田店（町田市原町田6—13—21[137]、1971年（昭和46年）9月24日[137] - 1987年（昭和62年）8月26日）
売場面積1.926m2[137]。
長崎屋サンショッピングセンター町田店食品売場に出店していた[137]。
売上高（1976年（昭和51年）度）16億5698万円[91]

- 森野店（町田市森野3-15-16[138]、1976年（昭和51年）1月30日[139] - 1994年（平成4年）2月15日）
売場面積1,462m2[138]
売上高（1976年（昭和51年）度）10億2931万円[103]
｢スーパー三和森野店｣と同時にオープンした[139]。

日野市
- 高幡店（日野市高幡39-1[117]、1972年（昭和47年）5月20日[140] - 1992年（平成4年）5月5日）
地上2階建て[140]、売場面積1,394m2[141]
売上高（1976年（昭和51年）度）22億391万円[109]

東大和市
- 東大和店（東大和市立野3-1344-1[142]、1975年（昭和50年）7月15日[142][143] - 2012年（平成24年）5月6日）
敷地面積約11,201m2[142]、鉄筋コンクリート造地上2階建て塔屋2階[142]、延べ床面積約16,281m2[142]、店舗面積約8,826m2[142]（直営約店舗面積7,004m2[142]）、駐車台数約500台[142]。
売上高（1978年（昭和53年）度）56億7200万円[144]
→ダイエー東大和店

小金井市
- 小金井店（小金井市本町5-34-14[117]、1976年（昭和51年）11月3日[145] - ）
延床面積2,148m2[145]、売場面積1,486m2[117]
→グルメシティ小金井店

稲城市
- 稲城店（稲城市東長沼514-3[146]、1977年（昭和52年）5月[146] - 2024年（令和6年）6月30日[147]）
売場面積1,358m2[146]
売上高（1978年（昭和53年）度）17億7700万円[148]
→グルメシティ稲城店

国立市
- 国立店（国立市富士見台1-12-4[146]、1976年（昭和51年）11月8日[149] - ）
売場面積1,351m2[146][148]
売上高（1978年（昭和53年）度）16億8300万円[148]
→グルメシティ国立店

羽村市
- 羽村店（羽村市五ノ神4-14-1[111]、1980年（昭和55年）4月[150]10日 - 1998年（平成10年）11月30日）
売場面積6,446m2[148]、駐車台数約500台[111]。
→ダイエー羽村店→トポス羽村店

##### 東京23区
- 中野店（中野区中央3-35-1[151]（本町通4-16[101]）、1964年（昭和39年）1月30日[101]  - ?）

- 下北沢店（東京都世田谷区北沢2—20—17[152]、1971年（昭和46年）3月26日[152] - 2008年（平成20年）1月13日）
売場面積2,421m2[136]
売上高（1976年（昭和51年）度）27億494万円[109]
ダイエー下北沢店→グルメシティ下北沢店→フーディアム下北沢店

- 南烏山店（東京都世田谷区南烏山[103]、1976年（昭和51年）11月20日[145] - 1992年（平成4年）1月15日）
延床面積2,211m2[145]、売場面積1,150m2[153]
→グルメシティ小金井店

- 赤羽店（東京都北区神谷3-12[154]、1982年（昭和57年）3月25日[154][155] - 2016年（平成28年）2月29日）→DISPA!赤羽店→Dマート赤羽店→ダイエー赤羽北本通り店→イオン赤羽北本通り店（2016年3月1日 - 2020年5月31日）
敷地面積約9,528m2[154]、鉄筋コンクリート造地上5階建て[154]、延べ床面積約23,709m2[154]、店舗面積約9,244m2[154]（直営店舗面積約8,000m2[154]）、駐車台数約450台[154]。
イオン赤羽北本通り店は建て替えられ、2023年（令和5年）7月28日にイオンスタイル赤羽として再開業した[広報 1]。

- フランツ練馬店（東京都練馬区光が丘5-25-15[156]、1987年（昭和62年）4月24日[156][157] - 2016年（平成28年）3月9日）
敷地面積約26,240m2[156]、鉄骨鉄筋コンクリート造地下1階地上7階建て[156]、延べ床面積約126,530m2[156]、店舗面積約44,440m2[156]（直営店舗面積約11,200m2[156][157]）、駐車台数約1,600台[156]。
光が丘IMAの開業時に核店舗として光が丘西武とともに出店[157][156]。高感度低価格の「フランツ」業態1号店[158]。
1994年（平成6年）3月にダイエー練馬店となった[159]。→イオン練馬店

- 大崎店（1987年（昭和62年）2月1日[94][160] - 1991年（平成3年）5月1日営業譲受 - 2008年（平成20年）10月31日）
子会社サイドウォークが運営する新業態店舗「ザ・プレイス」大崎店として大崎駅前の大崎ニューシティに開店した[160]。
店舗跡には2011年（平成23年）5月18日にライフ大崎ニューシティ店（店舗面積約1,303m2）が開店した[161]。
- フランツ東大島店（東京都江東区大島7-38-30[162]、1989年（平成元年）2月28日[163] - ）
売場面積9,620m2[164]
→ダイエー東大島店

- 船堀店（江戸川区船堀1-1-51[165]、1981年（昭和56年）10月1日 - ）
敷地面積約9,950m2[165]、鉄筋コンクリート造地上3階建て塔屋2階[165]、延べ床面積約18,130m2[165][166]、店舗面積約8,969m2[165]（直営約店舗面積約7,500m2[165]）、駐車台数約310台[165]。
「芝本産業」の「船堀ボウル」跡を改装して「船堀商店街振興組合」が中心となって設立した「船堀新興」が運営する商業施設の核テナントとして出店[167]。
1984年（昭和59年）2月16日に当社で初めてJAN·POSが稼動した[56]。
→ダイエー船堀店→イオンフードスタイル船堀店

- 花畑店（足立区花畑4-38-10[168]、1990年（平成2年）11月[168]8日 - 1998年（平成10年）6月30日）
延べ床面積3,306m2[168]、売場面積1,953m2[168]
→ダイエー花畑店→グルメシティ花畑店

### 神奈川県

#### 横浜市
- 三ツ境店（横浜市瀬谷区三ツ境7-1[169][170]、1977年（昭和52年）11月24日[169][171] - ?）
敷地面積約3,530m2[169]、鉄筋コンクリート造地下2階・地上2階建て[169]、延べ床面積約17,145m2[169]、店舗面積約10,991m2[169]（直営約店舗面積7,730m2[169]）、駐車台数約390台[169]。
ジャスコと共同で「ジェーシータウン(株)」を設立して出店する計画であったが[172]、地元商店街の反対運動の結果として当社単独での出店となった[173]。
三ツ境駅から徒歩1分の住宅街に立地する駅前型ショッピングセンター「露木コミュニティーランド」（延べ床面積17,613m2、駐車台数約380台）の核店舗として出店した[170]。
売上高（1978年（昭和53年）度）63億4500万円[174]
ダイエー三ツ境店→イオンフードスタイル三ツ境店

- 十日市場店（横浜市緑区十日市場町812[175]、1986年（昭和61年）9月[176]3日 - ?）
売場面積7,108m2[177]。
→ダイエー十日市場店

- 鴨居店（横浜市緑区鴨居町101[178]（旧・字東通485-1[179]）、1978年（昭和53年）4月5日[180][181] - ?）
延べ床面積8,764m2[180]、店舗面積約6,697m2[180]、駐車台数約300台[178]。
売上高（1978年（昭和53年）度）43億4800万円[182]
→ダイエー鴨居店→イオンフードスタイル鴨居店

#### 相模原市
- （初代）忠実屋名店センター相模原店（相模原市相模原4-2-13[183][184]、1967年（昭和42年）6月24日[183] - 1979年（昭和54年）11月16日[要出典]）
敷地面積約2,993m2[184]、鉄骨鉄筋コンクリート造地下1階地上5階建て塔屋2階[184]、延べ床面積約9,482m2[184]、店舗面積約6,336m2[184]（当社店舗面積約4,218m2[184]）駐車台数約280台[184]。
専門店街は2階と3階で[185]、店舗数58[81]
店舗跡は1980年（昭和55年）3月27日に「相模原ポポロ」として新装開店した[186]。1996年（平成8年）12月にSINGビルの1階から3階にパンドラ相模原店、4階と5階にはゲームとカラオケの「アメージングステーション」が開業した[187]。

- （2代目）相模原店（相模原市相模原4-3-21[188]、1979年（昭和54年）11月17日[189] - 1998年（平成10年）3月31日[要出典]）→ダイエー相模原駅前店
敷地面積約3,509m2[188]、鉄筋コンクリート造地下1階地上6階建て塔屋1階[188]、延べ床面積約16,666m2[188]、店舗面積11,065m2[188]（直営店舗面積9,291m2[188]）、駐車台数約600台[188]。
売上高（1976年（昭和51年）度）32億8000万円[190]

- 大沼店（相模原市若松4-17-17 開成企業ビル[191]、1974年（昭和49年）12月10日[192] - 2010年（平成22年）1月31日[要出典]）
延べ床面積2,208m2[191]、売場面積1,383m2[117]
売上高（1976年（昭和51年）度）35億7900万円[190]
→ダイエー大沼店→グルメシティ大沼店

- 上溝店（相模原市上溝5-14-19[117]、1972年（昭和47年）10月1日[193] - ）
敷地面積約4,706m2[193]、鉄筋コンクリート造地下1階地上4階建て塔屋1階[193]、延べ床面積約12,494m2[193]、店舗面積7,741m2[193]（直営店舗面積5,478m2[193]）、駐車台数約300台[193]。
敷地面積6,600m2[194]、延べ床面積11,631m2[194]、売場面積5,834m2[182]
→ダイエー上溝店

- 二本松店（相模原市二本松3-1-20[195]、1973年（昭和48年）4月5日 - 2017年（平成29年）3月31日[196]）
売場面積1,108m2[197]
売上高（1978年（昭和53年）度）17億4700万円[197]
→ダイエー二本松店→グルメシティ二本松店（2017年3月31日閉店[196]→ザ・ビッグ相模原二本松店（2017（平成29年）年6月30日開店[196]・2022年12月26日閉店[198]）→サンドラッグ相模原二本松店[199]（2023年3月31日開店[200]）

- 橋本店（相模原市西橋本5-1-1津久井製材ビル[201]、1986年（昭和61年）4月23日[202][203] - 2002年8月31日）
敷地面積約11,278m2[202]、鉄筋コンクリート造・一部鉄骨造・地下1階・地上5階建て[201]、延べ床面積約22,165m2[201][202]、店舗面積約10,988m2[202]（直営店舗面積約6,800m2[202]）、駐車台数約600台[202]。
→ダイエー橋本店。
2003年（平成15年）5月29日に橋本東急ストアを核店舗とする複合商業施設「ラ・フロール」が開業した[204]。

- 光が丘店（相模原市光が丘3-31-31[138]、1975年（昭和50年）6月5日[205] - ）
敷地面積約5,300m2[205]、平屋建て[205]、売場面積1,471m2[138]
神奈川県道507号相武台相模原線沿いに発達したロードサイド型商業地区の一角に出店していた[206]ワンフロアの米国型スーパーだった[205]。
売上高（1976年（昭和51年）度）31億7200万円[190]
→グルメシティ光が丘店

- 淵野辺店（相模原市淵野辺3-8-16[207]、1968年（昭和43年）3月28日[207] - ?）
延べ床面積828m2[183]、売場面積644m2[183]。
売上高（1978年（昭和53年）度）5億6400万円[208]

- 淵野辺山王店[104][209] → 淵野辺本町店[195]（相模原市渕野辺本町2-15-21[195]（旧・淵野辺山王平912-2[104][209]）、1975年（昭和50年）12月[104][210] - ）
売場面積約1,444m2[104]。
→グルメシティ淵野辺本町店

- 津久井店（津久井郡津久井町中野997-1[178]、1974年（昭和49年）11月21日 - 2011年（平成23年）5月8日）
延べ床面積2,264m2[120]、売場面積約1,100m2[178]、駐車台数約100台[178]。
→グルメシティ津久井店→解体→ダイエー津久井店[広報 2]
- ナイス城山店(1988年（昭和63年）4月?日 - 2011年（平成23年）1月5日)
→シヅオカヤ城山店→プライスセーバー城山店→グルメシティ城山店

#### 座間市
- 忠実屋名店センター小田急相模原店（高座郡座間町相模台177-1[211][212]、1968年（昭和43年）6月20日[211] - ?）
敷地面積約2,978m2[211]、鉄骨鉄筋コンクリート造地上4階建て塔屋2階[211]、延べ床面積約7,060m2[211]、店舗面積約4,557m2[211]（当社店舗面積約3,050m2[211]）、駐車台数約250台[211]。
売上高（1976年（昭和51年）度）32億8000万円[190]

- 相武台店（座間市広野台1-5116-1[110]、1975年（昭和50年）9月21日[110] - ?）
売場面積2,700m2[110]。
1980年（昭和55年）12月にサンエム1号店の相武台店が開店[43]

#### 平塚市
- 平塚店[213] → 平塚紅谷町店（平塚市紅谷町13-1[214]、1972年（昭和47年）11月3日[214] - ?）
売場面積990m2[213]
長崎屋サンショッピングセンター平塚店地下食品売場に出店していた[213]。※当初は「忠実屋食品」名義での出店[215]。

- 平塚店（平塚市宮松町9-11[178]（旧・227-1[216]）、1977年（昭和52年）11月30日[149] - 2012年9月30日）
鉄筋コンクリート造3階建て・延べ床面積16,400.62m2[216]、売場面積6,935m2[178][182]、駐車台数約330台[178]。
売上高（1978年（昭和53年）度）33億3100万円[182]
森永乳業工場跡に出店していた[217]。
→ダイエー平塚店

#### 大和市
- 大和店（大和市大和南1-1100-3[218]、1970年（昭和45年）6月4日[218] - 1993年（平成5年）11月[219]）
敷地面積約1,702m2[218]、鉄骨鉄筋コンクリート造地下1階地上5階建て塔屋2階[218]、延べ床面積約7,789m2[218]、店舗面積約4,652m2[218]（当社店舗面積約3,076m2[218]）駐車台数約80台[218]。
売上高（1978年（昭和53年）度）23億9300万円[197]
小田急電鉄・相模鉄道大和駅前に出店していたが、県道藤沢町田線沿いに出来たロードサイドの商業施設との競合もあり、閉店した[219]。

- 南林間店（大和市南林間1-11-18[117]、1972年（昭和47年）6月29日[220][221] - 1999年（平成11年）1月）
売場面積3,294m2[117]。
売上高（1978年（昭和53年）度）32億3500万円[222]
→ダイエー南林間店

#### 秦野市
- 秦野店（秦野市寿町6-4[223]、1974年（昭和49年）10月20日[223] - ?）
売場面積7,294m2[178]、駐車台数約170台[178]。
売上高（1978年（昭和53年）度）40億7300万円[182]
本町地区の一角の秦野市立図書館や秦野市福祉会館の近隣に立地していた[224]。
ダイエー秦野店となった[225]が閉店。[要出典]

- 大根店（秦野市南矢名2-1[146]、1977年（昭和52年）12月[149]9日 - ）
売場面積1,447m2[146][197]
売上高（1978年（昭和53年）度）15億8900万円[197]
大根駅（現・東海大学前駅）の近くに立地していた[224]
→グルメシティ大根店

#### その他
- 忠実屋名店センター厚木店（厚木市中町3-13[226]、1969年（昭和44年）11月11日[226] - ?）
敷地面積約1,492m2[226]、鉄筋コンクリート造地下1階地上4階建て塔屋2階[226]、延べ床面積約7,821m2[226]、売場面積4,458m2[226]
売上高（1976年（昭和51年）度）34億9100万円[190]

- さがみ野店（海老名市東柏ヶ谷2-9-1[117]、1975年（昭和50年）4月26日[227] - ?）
地上2階建て[227]、延べ床面積2,403m2[227]、売場面積1,416m2[138][146]
1994年（平成6年）に｢すえひろ さがみ野店｣が開店した[228]。

- 綾瀬店（綾瀬市大上2-1-1[107]、1980年（昭和55年）3月20日[229] - 2015年（平成27年）5月10日）
売場面積8,971m2[107][230]、駐車台数約610台[107]。
綾瀬市初の大型店として開業した[231]
→ダイエー綾瀬店
跡地はMEGAドン・キホーテ[232]

- 寒川店（高座郡寒川町中瀬113[138]、1977年（昭和52年）4月[138]22日 - 2000年（平成12年）1月）
売場面積1,363m2[138]
売上高（1978年（昭和53年）度）9億4600万円[208]
→グルメシティ寒川店

- 鴨宮店（小田原市鴨宮字宝町636-1[146]、1978年（昭和53年）4月12日[233] - 2015年（平成27年）1月25日）
売場面積1,250m2[146]
→ダイエー鴨宮店→グルメシティ鴨宮店

- 湘南台店（藤沢市円行122-1[178]、1979年（昭和54年）1月12日[234] - ?）
延べ床面積8,477m2[120]、売場面積4,859m2[235]、駐車台数約350台[178]。
売上高（1978年（昭和53年）度）9億5400万円[208]
→ダイエー湘南台店

- 伊勢原店（伊勢原市白根630-1[236]、1982年（昭和57年）6月24日[236] - 2016年（平成28年）3月9日）

敷地面積9,219m2、地下1階・地上5階建て、店舗面積13,355m2、駐車台数約800台
伊勢原駅から西へ約1.5㎞離れた国道247号沿いの鈴川工業団地の一角に開設された郊外型ショッピングセンターであった。
室内プールやテニスコートなどを備えたスポーツ施設「マーガレットスポーツガーデン」を併設しており、東海大学系の東海体育指導に業務委託したスポーツ教室も運営していた。
→ダイエー伊勢原店→イオン伊勢原店（2024年（令和6年）1月31日閉店）
- 愛川店（愛甲郡愛川町中津3397-1[138][239]、1976年（昭和51年）9月[138]15日 - 2000年（平成12年）2月）
売場面積1,340m2[138]
売上高（1978年（昭和53年）度）20億1000万円[197]
→ダイエー愛川店
跡地はスーパーすえひろ→マルエツ中津店[要出典]

### 埼玉県

#### さいたま市
- 西浦和店（浦和市田島5-18-15[240]（旧・668-1[241]）深井ビル[242]、1978年（昭和53年）11月[242]26日 - ）

売場面積6,910m2、駐車台数約450台。
ダイエー西浦和店
- 東浦和店（浦和市大牧360[240]、1988年（昭和63年）1月[245]14日 - ）

グルメシティ東浦和店→イオンフードスタイル東浦和店
- シヅオカヤ南浦和店→セイフー南浦和店→グルメシティ南浦和店

- フランツ北与野店（1992年（平成4年）5月22日開店[246]） - 1995年（平成7年）2月28日[247]）

北与野ショッピングセンターの店舗面積7,474m2
北与野駅前北口第一種市街地再開発事業で建設された再開発ビル「アルーサ北与野」の核店舗として出店した。
再開発ビル「アルーサ北与野B棟」は地下2階・地上8階建てで、敷地面積3,456m2、延べ床面積24,353m2。
ダイエーが合併で継承したが、1995年（平成7年）2月に撤退。

#### 川口市
- 川口店（川口市本町2-7-25増金ビル[250]、1978年（昭和53年）6月1日[250] - 2005年（平成17年）11月30日[251]）

敷地面積約10,575m2、鉄筋コンクリート造地上3階建て、延べ床面積約12,139m2、店舗面積約16,835m2（直営店舗面積約9,478m2）、駐車台数約400台。
1994年（平成6年）3月1日にダイエー川口店として新装開店した。ミエルかわぐち
- 東川口店（川口市東川口3-7-8[253]、1985年（昭和60年）3月[254]1日 - ）

グルメシティ東川口店→ダイエー東川口店

#### その他
- 戸田店（戸田市下戸田1-18-8[241]、1978年（昭和53年）4月28日[255] - 1999年（平成11年）9月5日）

延べ床面積9,345m2、売場面積5,624m2 、駐車台数約200台。
ダイエー戸田店
- 坂戸店（坂戸市薬師町28-1[241]、1976年（昭和51年）12月[256][257]3日 - 2002年（平成14年）5月31日）

売場面積7,757m2 、駐車台数約500台。
→ダイエー坂戸店→丸広百貨店坂戸店（2022年（令和4年）8月21日閉店）
- 鶴ヶ島店（入間郡鶴ヶ島町鶴ヶ岡276-1[241]、1982年（昭和57年）4月[259]8日 - 2005年（平成17年）11月27日）

売場面積9,300m2
ダイエー鶴ヶ島店→POPOLA鶴ヶ島
- 狭山店（狭山市入間川3141[241]田口ビル[242]、1976年（昭和51年）11月25日[145] - 2002年5月31日）

延べ床面積12,751m2、売場面積8,788m2、売場面積8,788m2、駐車台数約1,000台。
ダイエー狭山店となった旧店舗建物改装後、2003年、キャッツアイ＆レジャスポ狭山店が開店。2022年8月31日閉店→老朽化のため建物解体
- 草加店（草加市栄町3-9-13[265]中山ビル[266]、1979年（昭和54年）7月17日[265] - 1998年（平成10年）12月31日）

敷地面積約9,454m2、鉄筋コンクリート造地上3階建て塔屋2階、延べ床面積約12,139m2、店舗面積約7,524m2（直営店舗面積約6,740m2）、駐車台数約500台。
ダイエー草加店
- 北本店（北本市中央4-63[241]、1980年（昭和55年）9月[266]2日 - 2017年（平成29年）6月30日）

売場面積8,712m2、駐車台数約500台。
ダイエー北本店→イオン北本店
建物は解体され、跡地に「ヤオコー北本中央店」が出店
- 三芳店（入間郡三芳町藤久保305-1[241][146]、1977年（昭和52年）4月[146]28日 - ）

敷地面積8,584m2、延べ床面積16,480m2、売場面積7,633m2、駐車台数約800台。
松本商会がボウリング場跡地に建設した松本ビルへ出店していた。鶴瀬駅西口から約500m西へ行った場所にあった。
- 売上高（1978年（昭和53年）度）46億3200万円[270]

1994年（平成6年）3月1日にダイエー三芳店となった
- 上尾店（上尾市柏座3-2-17[241]、1983年（昭和58年）11月18日[272] - 1999年（平成11年）1月10日）

ゴルフ練習場「光成グリーンセンター」跡地への出店。
トポス上尾店となった
- 本庄店（本庄市本庄2-3-6[111]埼玉繊維ビル[242]、1980年（昭和55年）4月[242]25日 - 1998年（平成10年）5月31日）

売場面積7,883m2、駐車台数約500台。
埼玉繊維本庄工場の敷地12,000坪のうち約4,000坪を活用したビルを賃借する形での出店だった。
Dマート本庄店
- 久喜店（久喜市中央1-1-20[276]、1990年（平成2年）11月30日[277] - 2002年（平成14年）5月31日）

久喜駅前西口第一種市街地再開発事業で建設された再開発ビル「サリア」の核店舗として出店した。
敷地面積約3,324.06m2、鉄骨鉄筋コンクリート造地下2階・地上6階建て塔屋2階、延べ床面積20,651.224m2、店舗面積10,500m2、駐車台数約63台。
ダイエー久喜店→クッキープラザ
- 飯能店（飯能市川寺2-3-6[241]、1977年（昭和52年）6月[242]17日 - 1999年（平成11年）5月31日）

売場面積4,421m2、駐車台数約400台。
ダイエー飯能店
- フランツ行田店（行田市城西4丁目4番[281]、1989年（平成元年）10月26日[282][283] - 2002年5月31日）
売場面積9,300m2[282][284]
ダイエー行田店

### 千葉県
- 市原店（市原市五所町1966-1[285]、1983年（昭和58年）3月18日[286] - 1998年（平成10年）2月28日）
売場面積8,000m2（直営売場面積7,000m2）[286]

ダイエー市原店となったボートピア市原
- 君津店（君津市中野5-17-1[288]、1981年（昭和56年）4月2日[289] - 2016年（平成28年）2月29日）
敷地面積20,500m2[289]、売場面積8,264m2[289]。
君津駅から約500mの旧周西小学校跡地に日本リースが開発した商業施設の核テナントとしての出店[290]。
地上3階建てで、1階が食品や医薬品、2階が衣料品、3階が家具や雑貨などの売り場となっていた[289]。
Dマート君津店→ダイエー君津店
店舗は解体され、跡地には「イオンタウン君津」（核店舗はイオンリテール運営の「イオンスタイル君津」）が2018年（平成30年）3月30日に開業[291]。

- 木更津店（木更津市太田2-5[292]、1989年（平成元年）11月30日[293][294][295] - 2001年（平成13年）2月28日[247]）
延べ床面積19,557m2[296]、直営売場面積6,000m2[292]
3階にテクモが運営するアミューズメント施設（面積1,980m2）が入居していた[293]。

Dマート木更津店
- 新稲毛店（千葉市高洲3-21-1[297]、1981年（昭和56年）10月31日[297] - 2002年（平成14年）5月31日）
敷地面積約5,876m2[297]、鉄筋コンクリート造地下1階地上4階建て塔屋2階[297]、延べ床面積約24,007m2[297]、店舗面積約9,907m2[297]（直営店舗面積約8,281m2[297]）、駐車台数約700台[297]。

売場面積11,857m2
- フランツ新稲毛店から[298]1992年（平成4年）4月に「ディスパ稲毛海岸店」としてディスカウントストアへ業態転換した[84]。

- フランツ五香店（松戸市五香六実617-11[299]晴山物産ショッピングビル[300]、1992年（平成4年）4月17日[246] - 2005年（平成17年）11月27日）

店舗面積11,187m2
ダイエー五香店

### 山梨県
- （初代）上野原店（北都留郡上野原町1606[301]、1962年（昭和37年）11月10日[301] - ?）→グルメシティ上野原店
延べ床面積218m2[301]、売場面積192m2[301]。

- （2代目）上野原店（北都留郡上野原町697[117]、1972年（昭和47年）7月[213]）
延べ床面積1,800m2[213]、売場面積1,243m2[302]
売上高（1976年（昭和51年）度）13億5413万円[302]
旧店舗を取り壊し、地上2階建ての2代目店舗を建設した[213]。

- 大月店（大月市御太刀1-13-29[117]、1973年（昭和48年）4月20日[303] - 2016年（平成28年）3月1日）
地上3階建て[213]、延べ床面積5,300m2[213]、売場面積2,937m2[117]
売上高（1976年（昭和51年）度）19億9856万円[302]
→ダイエー大月店→イオン大月店

- 富士吉田店（富士吉田市下吉田1755-1[117]、1973年（昭和48年）6月25日[304][305] - 1999年（平成11年）12月31日）
地上5階建て[306]、売場面積4,538m2[117]
売上高（1976年（昭和51年）度）22億8278万円[302]
→トポス富士吉田店

### 静岡県
- 御殿場店（御殿場市二枚橋34-1[307]、1975年（昭和50年）7月26日[308][309] - 2010年（平成22年）3月28日）→ダイエー御殿場店→サンサンプラザ
御殿場高田ビル[310]。
売場面積6,002m2[310]。

- 清水店（清水市、現：静岡市清水区）

シヅオカヤフランツ清水店→忠実屋フランツ清水店→ダイエー清水店→ユーストア清水高橋店→ピアゴ清水高橋店→バロー清水高橋店（2024年時点）

### 海外店舗
マレーシア
- チュージツ・スーパーストア・チュラス店（クアラルンプール[64]、1986年（昭和61年）11月15日[64] - 1989年（平成元年）[68]）

店舗面積3,700m2
1989年（平成元年）に経営から撤退した。
- チュージツ・スーパーストア・アンバングシティ店（1988年（昭和63年）11月[312] - 1989年（平成元年）[68]）

店舗面積5,500m2
1989年（平成元年）に経営から撤退した。

### 東京都
- 国立店（国立市富士見台4丁目[313]）

南武線矢川駅から約300mの場所への出店計画だった。
地元の反対運動で当社が出店を断念したが、大丸ピーコックが地元の商業者をテナントとして入居させる形で出店した。

#### 埼玉県
- 蕨店（蕨市塚越5-120-1[316]）
店舗面積15,081m2[316]（うち直営9,995m2[316]）
鉄筋コンクリート造3階建てのオリエンタルメタルビルに1995年（平成7年）4月に出店する計画だった[316]。
用地を確保した後にダイエーと合併し、同社がハイパーマート業態で出店した[317]。
- 入間店（入間市豊岡[318]）
延べ床面積約19,000m2[318]、売場面積約13,000m2[318]
入間市豊岡地区の再開発で建設される地下1階・地上5階建ての商業ビルの核店舗としての出店計画だった[318]。

#### 千葉県
- 都賀店[319]
- 柏店[319]
- 八街店（八街市八街に52-1[320]）
店舗面積9,500m2[320]
1995年（平成7年）7月に出店する計画だった[320]。
- 鎌ヶ谷店（鎌ケ谷市道野辺931-1鎌ケ谷SC大野ビル[321]）
延べ床面積約15,000m2[321]、売場面積約9,900m2[321]
1991年（平成3年）1月に出店する計画だった[321]。
- 成田店（成田市飯仲字大久保9-4[322]）

#### 茨城県
- 佐貫店（龍ケ崎市小通幸谷町字中道231[300]）
龍ヶ崎市の招致を受けた出店計画[323]。用地を確保しており、1991年（平成3年）2月期に茨城県での第一号店として出店する計画だった[324]。

#### 海外店舗
- マレーシア店（1984年（昭和59年）5月開店予定[325]）
マレーシアクアラルンプール郊外ベタリンジャア地区の鉄筋コンクリート造4階建てのダマンサラジャ・タウン・センターへに出店する計画だった[325]。
店舗面積8,910m2[325]、駐車台数約320台[325]。
当社との本契約は締結に至らず、フランチャイズ契約を締結してオ・プランタンが1984年（昭和59年）7月26日に開業した[325]。

## 事業所
- （初代）厚木流通センター（神奈川県厚木市長谷町123[326]、1973年（昭和48年）5月31日開設[30]）
敷地面積約10,569m2[32]、延べ床面積約4,817m2[32][29]
ドライ食品・日用品[29]

- 狭山流通センター（埼玉県狭山市新狭山1-5-18[327]、1979年（昭和54年）6月開設[41][328]）
敷地面積約13,660m2[328]、2階建て[328]、延べ床面積約12,789m2[328]

- 東京配送センター（東京都中央区[32][29]、1972年（昭和47年）10月開設[32][29]）
延べ床面積約700m2[32][29]
日本通運の施設に入居していた[29]

## グループ企業
一部を列挙。社名は当時のもの。

### スーパー
- 株式会社忠実屋食品製造工業 → 忠実屋食品株式会社（? - 1975年（昭和50年）2月28日に忠実屋と合併[21]）
食料品を取り扱っていた会社[21]。

- 株式会社ゴールデンフロア → 忠実屋衣料株式会社（1965年（昭和40年）2月[21] - 1975年（昭和50年）2月28日に忠実屋と合併[21]）
衣料品を取り扱っていた会社[21]。

- 株式会社マイフロア → 忠実屋家庭用品株式会社（1965年（昭和40年）6月[21] - 1975年（昭和50年）2月28日に忠実屋と合併[21]）
家庭用品を取り扱っていた会社[21]。

- 株式会社ナイス（新宿区歌舞伎町2-1-11[26]、1964年（昭和39年） - 1991年（平成3年）9月、シズオカヤに店舗経営譲渡） 新宿区
神奈川・鎌倉が発祥で、野村不動産の子会社として首都圏を中心に展開していた小型の食品スーパーマーケット野村ストアー。野村不動産が開発したマンションや住宅に出店をするも無理な出店が響き経営赤字となり、1983年に経営再建に協力してきた忠実屋が同社の株式を全て取得し傘下とした。
通常のスーパーよりも店舗面積が狭く大手スーパーに対抗できない為、店舗の運営が難しく、1991年9月1日に、赤字会社として整理されることとなりシズオカヤと統合し、当年度内に清算された。

- 荻原商事株式会社 → 株式会社シズオカヤ（新宿区歌舞伎町2-1-11[26]、1984年（昭和59年） - 2000年（平成12年）3月、セイフーと合併） 新宿区
詳しくは「グルメシティ関東」を参照。
新宿駅前の販売店が発祥で主に首都圏を中心に展開していたスーパーマーケット。拡大策が裏目に出て経営赤字となり忠実屋傘下に入った。忠実屋がダイエーと合併してからは単独勢力となるも2000年にセイフーと合併し消滅した。

- 株式会社サンエム（1980年（昭和55年）11月[329] - 1992年（平成4年）2月期に経営不振により清算[330]）
ディスカウントストア「サンエム」を運営していた会社。経営不振により1992年（平成4年）2月期に清算され、運営していた全2店は忠実屋が吸収した[330]。

- 株式会社 忠実屋静岡（1975年（昭和50年）12月[331] - 1980年（昭和55年）9月）
忠実屋の御殿場店と清水店を展開していた会社。

- 合弁会社チュウジツ・スーパーストア（1986年（昭和61年）[332] - ?）
忠実屋がマレーシアに進出する際にマレーシアの大手企業、パーリス・プランテーションズ社と設立した店舗運営会社[332]。出資比率45％[332]。

- 株式会社サイドウォーク（八王子市横山町18-51984年（昭和59年） - 2000年（平成12年）3月、セイフーと合併） 新宿区? - 1991年（平成3年）2月に経営不振により清算[71]）
八王子の百貨店「ファム」と東京・大崎の高級スーパー「ザ・プレイス」を運営していた会社。1991年度の整理会社の対象となり、百貨店のファムは閉店し、専門店ビル「ファム」として同名の会社が設立され運営にあたっていた。ザ・プレイスについては同年5月に忠実屋が吸収し忠実屋に業態転換された。

- 株式会社ファム（1991年（平成3年） - ?）
専門店ビル「ファム」を運営・管理をしていた会社。

- マーガレット商事株式会社 → 株式会社 忠実屋（1951年（昭和26年）2月17日[333] - 1976年（昭和51年）3月[333]）
額面変更のために（初代）株式会社 忠実屋を吸収合併した（2代目）株式会社 忠実屋[333]。

### 専門店運営
- 株式会社 忠実屋薬品（1985年（昭和60年）8月[334] - ?）

- 株式会社サンロベール（? - 1994年（平成6年）（平成6年）9月にボンテと合併[335]）
- 店内でパン屋を運営していた会社[336]。忠実屋がダイエーと合併したことによりダイエーグループで同業のボンテと合併し消滅した。

- 首都圏地域スパー本部（1983年5月 - 1989年7月、カスミ系の関東地域スパー本部に営業権を譲渡）
コンビニエンスストア部としてスパーを運営していた会社。その後、地価高騰の煽りでチェーン組の拡大が難しいと見て、1989年7月1日付けで忠実屋と同じ中堅スーパーでカスミ系の関東地域スパー本部に営業権を譲渡した。

- 株式会社ラルブロ - 1976年（昭和51年）11月15日設立[34]、婦人服小売業[34]。

- 株式会社アンサンテ（1986年（昭和61年）6月[337] - 1992年（平成4年）2月期に経営不振により清算[330]）
紳士服・婦人服・服飾雑貨を取り扱う専門店[338]。1992年（平成4年）2月期に同じく婦人服を取り扱うアンサンテと共に清算された[330]。両社が運営していた店舗は、不採算店11店舗を閉鎖し、24店舗はマーガレットシューズに営業譲渡され継承された[330]。

- 株式会社クランベリーハウス（? - 1992年（平成4年）2月期に経営不振により清算[330]）
婦人服を取り扱う専門店。1992年（平成4年）2月期に同じく婦人服を取り扱うアンサンテと共に清算された[330]。両社が運営していた店舗は、不採算店11店舗を閉鎖し、24店舗はマーガレットシューズに営業譲渡され継承された[330]。

- 株式会社マーガレットシューズ → 株式会社アクセル（新宿区歌舞伎町2-1-2[26]、1983年（昭和58年）9月[334] - 1994年（平成6年）12月1日にロベリアを吸収合併し、社名を「ロベリア」に変更[339]）
靴専門店[330]。
1994年（平成6年）9月1日付で靴販売部門をコルドバに営業譲渡[339]。

- 株式会社バビロ（? - 1994年（平成6年）9月にアシーネに吸収合併[340]）
CD・書籍を取り扱っていた会社。忠実屋がダイエーと合併したことによりダイエーグループで同業のアシーネ（後に未来屋書店に吸収され同社のブランドとなる）と合併し消滅した。

- 株式会社 忠実屋電器（? - ?）
「電器担当部」を設置して、忠実屋本体に業務が移管された[341]。

### 食品・外食
- 日本加工食品株式会社 → 株式会社ワールドフーズ（西多摩郡羽村町栄町3-2-3[342]、1974年（昭和49年）3月[343] - ?）
食品製造[343]。
1995年（平成7年）10月に[344]、「ダイエー・ロイヤルクック」に当社の総菜事業が移管された[345]。

- 株式会社ケーシー水産（台東区[343]、1976年（昭和51年）8月[343] - ?）
水産冷蔵・卸[343]。

- 株式会社コープ・ミート（西多摩郡羽村町栄町3-2-3[26]、1975年（昭和50年）2月[329] - ?） ⇒ダイエーミート株式会社
食肉加工[329]。

- 株式会社忠実屋フードサービス（1979年（昭和54年）10月設立[37] - 1991年（平成3年）、経営不振により清算）
モスバーガー（ハンバーガー店）や雪印スノーピア（アイスクリーム店）などの飲食店運営[346]。
1992年（平成4年）2月期に経営不振に清算[330]。運営していた大型飲食店は1991年（平成3年）10月までにテナント経営となり、その運営ははん忠商事に譲渡した[330]。

- 株式会社ロイヤルクック（? - ?）
寿司やファーストフードのインストア加工[345]。
1995年（平成7年）10月に[344]、同じ忠実屋系の「はん忠商事」とダイエー系の「大野食品」やユニード系の「ユニードフードシステムズ」を合併し、「ダイエー・ロイヤルクック」に社名を変更した[345]。この合併と同時に、同じ忠実屋系の「ワールドフーズ」の総菜事業が当社に移管された[345]。この合併と同時に、日配食品事業については、ダイエー系の「ナガイ総合食品」とユニード系の「太陽食品」が合併して発足した「ダイエーデイリーフーズ」に移管した[345]。

- 株式会社はん忠商事（1986年（昭和61年）6月[334] - ?）
弁当などの製造・販売[330]。
持ち帰り寿司店「はん忠」を忠実屋の全店舗に出店していた[347]。
1995年（平成7年）10月に[344]、同じ忠実屋系の「ロイヤルクック」と共にダイエー系の「大野食品」やユニード系の「ユニードフードシステムズ」と合併し、「ダイエー・ロイヤルクック」となった[345]。

- 株式会社甚兵衛（1974年（昭和49年）4月[334] -?）
寿司[334]。1983年（昭和58年）10月に資本参加[348]。

- 株式会社バーガージュニア（1985年（昭和60年）3月[334] - ?）
ファーストフード[334]。

- 株式会社ハングリータイガージャパン（1983年（昭和58年）8月[334] - 2000年（平成12年）、経営不振により清算）
貨物航空会社「フライング・タイガー」の外食部門である[52]米国のハングリータイガー社と提携してシーフードレストランの「タイガーシーフードレストラン」を出店していた[349]。
横浜市内の飲食業者が「ハングリータイガー」の商標登録を持ち、営業していたことから、「タイガーシーフードレストラン」の名称となった[350]。

- 株式会社日本シーフード（? - 1991年（平成3年）2月に経営不振により清算[71]）
海鮮料理の「タイガーシーフードレストラン」の4店を運営していた店舗。営業不振により1991年（平成3年）1月末で店舗自体の営業を全て終了。同年2月末で会社も清算された。

### 印刷・企画・ディベロッパー
- 日本企画印刷株式会社（1975年（昭和50年）11月[343] - 1994年（平成6年）9月、セントラルオペレーションサービスと合併[351]）
印刷会社[343]。忠実屋がダイエーと合併に伴い、1994年（平成6年）9月にダイエーの子会社セントラルオペレーションサービスと合併[351]。ジャパンプリントシステムズとなった[352]。

- 株式会社高尾ウィンド（1975年（昭和50年）12月[343] - ?） 新宿区
店舗装備設計施工[343]。

- 株式会社ダイヤ建装（八王子市初沢町1227-4[353]、1975年（昭和50年）12月[353] - ?）
店舗内装設計施工[353]。

- 日本店舗開発株式会社（1975年（昭和50年）12月[329] - ?） 新宿区
不動産[329]。

- ダイヤエンタープライズ株式会社（1976年（昭和51年）9月[329] - ?） 新宿区
ビル管理[329]。

- 相模原ポポロ株式会社（1979年（昭和54年）4月[329] - ?） 新宿区
建物賃貸管理[329]。

- 株式会社 忠実屋流通センター（1974年（昭和49年）3月[329] - ?）
流通センター管理[54]。

### 金融
- 株式会社 忠実屋ファイナンスサービス（1987年（昭和62年）3月1日[354] - ?）

### レジャー
- 株式会社マーガレット·コミュニティセンター（1983年（昭和58年）8月[355] - ?）
スポーツ・文化施設1号店として「レガシー21」の運営[53]。

- パンドラ
パチンコ店[356]

- 株式会社 御幸興業

#### 広報資料・プレスリリースなど一次資料
1. ↑  『7月28日(金)「イオンスタイル赤羽」グランドオープン』（PDF）（プレスリリース）イオンリテール株式会社、2023年6月16日。2023年12月31日閲覧。
2. ↑  “〜津久井地区最大級の商業施設として生まれ変わります〜『ダイエー津久井店』 のオープンについて”. 株式会社ダイエー 2024年3月8日閲覧。